# قانون التظاهر (مصر)
قانون التظاهر (قانون رقم 107 لسنة 2013) هو قانون ينظم الاجتماعات والتظاهرات السلمية المصرية صادر في نوفمبر 2013. يُلزم القانون منظمي المظاهرات بإبلاغ السلطات قبل ثلاثة أيام عمل على الأقل من موعدها، ولوزير الداخلية أن يقرر منع المظاهرة إذا كانت تشكل «تهديدا للأمن». وينص القانون على استخدام تدريجي للقوة يبدأ من التحذيرات الشفهية إلى إطلاق الرصاص المطاطي مرورا بخراطيم المياه والهراوات والغاز المسيل للدموع.
أصدر القانون المستشار عدلي منصور الذي عُين رئيسًا مؤقتًا لمصر عقب عزل الرئيس محمد مرسي في انقلاب 3 يوليو 2013، وصدر القانون في ظل عدم وجود برلمان للتشريع. واجه القانون رفض عدة كيانات سياسية منها حركة 6 أبريل وحركة تمرد وحركة كفاية، ووصف محمد أمين المهدى وزير العدالة الانتقالية آنذاك الحاجة لهذا القانون بأنها ماسّة لمواجهة مظاهرات جماعة الإخوان المسلمين.
وصف مركز كارتر في مايو 2014 القانون بأنه يقيد بشدة التجمعات العامة بما في ذلك الحملات الانتخابية، وأوصى بالإلغاء الفوري للقانون واطلاق سراح السجناء المحبوسين بمقتضاه. وطعن المرشح الرئاسي السابق خالد علي في يونيو 2014 أمام المحكمة الدستورية العليا لإلغاء القانون بداعي مخالفته للدستور.

دافع الرئيس المصري عبد الفتاح السيسي عن القانون وقال في نوفمبر 2014 أن القانون مستمد من القوانين الغربية وأنه «لا يمكن ترك ظاهرة التظاهر تتحول إلى أعمال عنف وتعطيل مسيرة الوطن وتخريب للمنشآت العامة والاعتداء على الممتلكات».